# Kanton Meilhan-sur-Garonne
Der Kanton Meilhan-sur-Garonne war bis 2015 ein französischer Wahlkreis im Arrondissement Marmande, im Département Lot-et-Garonne und in der ehemaligen Region Aquitanien. Er umfasste acht Gemeinden, Hauptort (chef-lieu) war Meilhan-sur-Garonne. Vertreterin im conseil général des Départements war zuletzt von 2008 bis 2015 Régine Povéda.

## Gemeinden
| Gemeinde                 | Einwohner Jahr | Fläche km² | Bevölkerungsdichte | Postleitzahl | Code INSEE |
| ------------------------ | -------------- | ---------- | ------------------ | ------------ | ---------- |
| Cocumont                 | 1078 (2013)    | –          | – Einw./km²        | 47250        | 47068      |
| Couthures-sur-Garonne    | 367 (2013)     | –          | – Einw./km²        | 47180        | 47074      |
| Gaujac                   | 269 (2013)     | –          | – Einw./km²        | 47200        | 47108      |
| Jusix                    | 118 (2013)     | –          | – Einw./km²        | 47180        | 47120      |
| Marcellus                | 828 (2013)     | –          | – Einw./km²        | 47200        | 47156      |
| Meilhan-sur-Garonne      | 1347 (2013)    | –          | – Einw./km²        | 47180        | 47165      |
| Montpouillan             | 705 (2013)     | –          | – Einw./km²        | 47200        | 47191      |
| Saint-Sauveur-de-Meilhan | 327 (2013)     | –          | – Einw./km²        | 47180        | 47277      |